# Amallothrix curticauda
Amallothrix curticauda är en kräftdjursart som först beskrevs av A. Scott 1909.  Amallothrix curticauda ingår i släktet Amallothrix och familjen Scolecitrichidae. Inga underarter finns listade i Catalogue of Life.